# Tyranik jamajski
Tyranik jamajski (Myiopagis cotta) – gatunek małego ptaka z rodziny tyrankowatych (Tyrannidae). Występuje endemicznie na Jamajce. Monotypowy.
MorfologiaOsiąga wielkość 12–13 cm i masę 11,5–13 gramów. Upierzenie w przeważającej mierze zielonkawo-oliwkowe, korona nieco ciemniejsza, a pióra lekko wydłużone, kryjące pomarańczowo-żółtą łatę. Od spodu jest szaro-żółty, a występująca na koronie pomarańczowo-żółta naszywka często jest ukryta. Obie płcie są do siebie podobne.
EkologiaZamieszkuje lasy, zarośla, a nawet plantacje kawy. Żywi się głównie owadami, rzadziej owocami.
StatusIUCN uznaje tyranika jamajskiego za gatunek najmniejszej troski (LC – Least Concern). Wielkość populacji tyranika jamajskiego nie została liczbowo określona, ale gatunek ten jest opisany jako „dość pospolity”. Podejrzewa się, że trend liczebności populacji jest stabilny, gdyż gatunek posiada pewne zdolności adaptacji do zmian w środowisku.